# Campionatul Mondial de Handbal Masculin din 1954
A 2-a ediție a Campionatului Mondial de Handbal Masculin s-a desfășurat în perioada 13 ianuarie - 17 ianuarie 1954 în Suedia. Echipa Suediei a câștigat campionatul după ce a învins în finală echipa RFG cu scorul de 17 - 14 și a devenit pentru prima dată campioană mondială.

## Clasament general
| Poz. | Echipă           |
| ---- | ---------------- |
| 1    | Suedia           |
| 2    | Germania de Vest |
| 3    | Cehoslovacia     |
| 4    | Elveția          |
| 5    | Danemarca        |
| 6    | Franța           |

## Legături externe
- en  Campionatul Mondial din 1954 la Federația Internațională de Handbal